# Porbandar (stad)
Porbandar of Porbander (Gujarati: પોરબંદર) is een Indiase kuststad aan de Arabische Zee in de staat Gujarat, in het westen van India. Het ligt zo'n 395 kilometer van het economisch centrum van de deelstaat, Ahmedabad. De stad ligt op het schiereiland Kathiawar, ten zuidwesten van de metropool Rajkot, ten zuiden van de oliestad Jamnagar en ten westen van de historische stad Junagadh.
Porbandar wordt ook wel de Witte Stad genoemd, vanwege het grote aantal gebouwen dat is opgetrokken in witte steen. Porbandar is een havenstad en het administratief centrum van het gelijknamig district. De visvangst was altijd belangrijk voor de stad, en het lokaal visverwerkend bedrijf Silver Sea Food exporteert ook vis uit India. Een grote zeehaven en een luchthaven werden op het einde van de 20e eeuw uitgebouwd.
Archeologische opgravingen leveren artefacten uit de late Indusbeschaving op in de omgeving van Porbandar. Onder de Rajputs was de stad deel van een van de Vorstenlanden van Brits-Indië, waarvan het van 1785 de hoofdstad en de naam leverde.
Porbandar is de geboorteplaats van Mahatma Gandhi. Het huis waarin hij geboren werd is nu uitgebouwd als een bezinningsplaats en tempel, de Kirti Mandir. Een relief van Gandhi siert de Gita-tempel (Gita Mandir) in Porbandar. Ook zijn echtgenote Kasturba Gandhi is van deze stad afkomstig.

## Geboren
- Kasturba Gandhi (1869-1944), echtgenote van Mahatma Gandhi
- Mahatma Gandhi (1869-1948), jurist, politicus en spiritueel leider van India

## Galerij

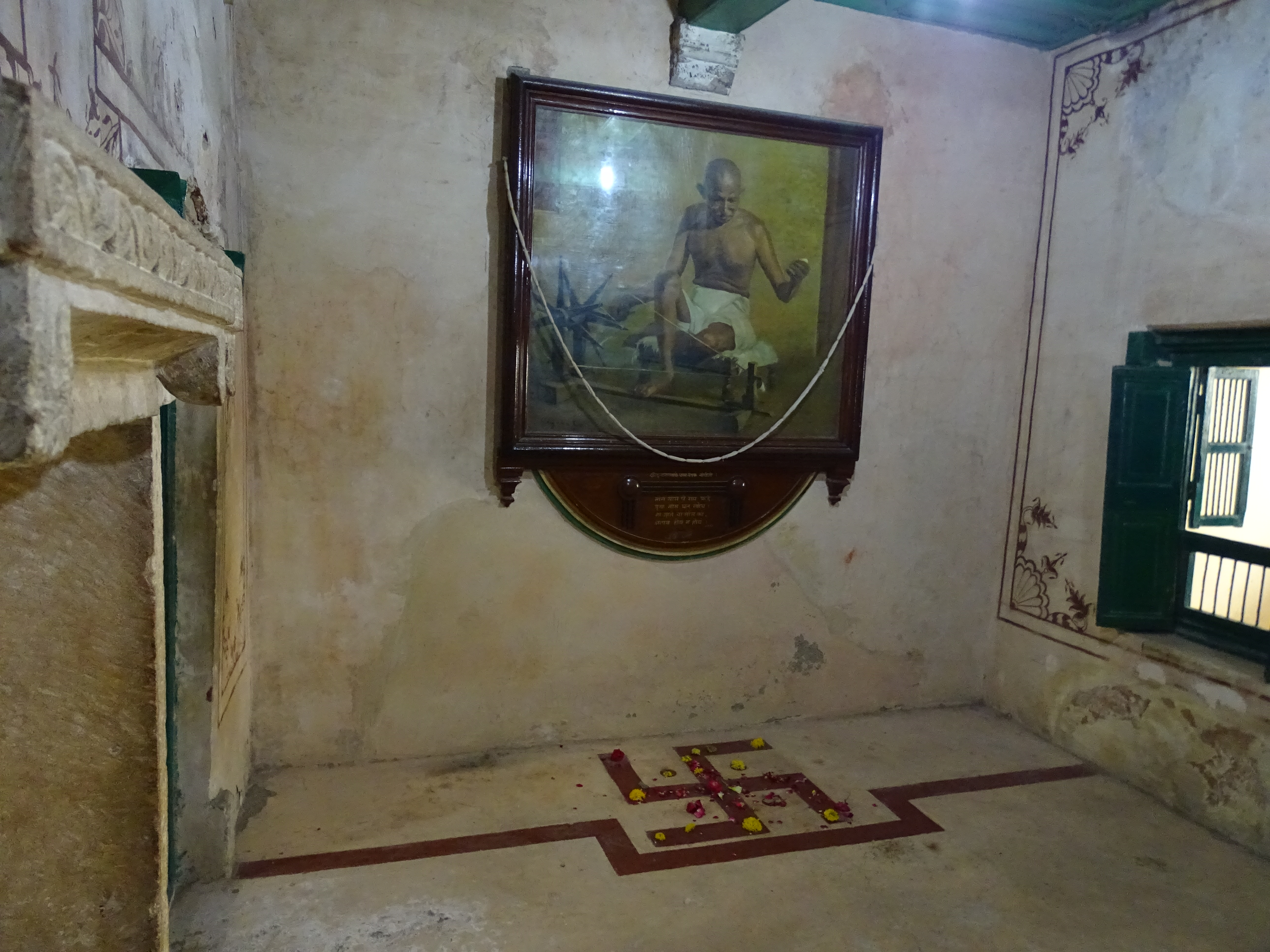
Kirti Mandir, de geboorteplaats van Mahatma Gandhi
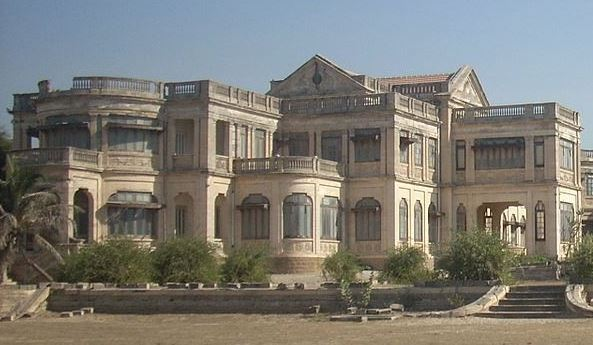
Het Huzoorpaleis, Porbandar